# Virginia Company

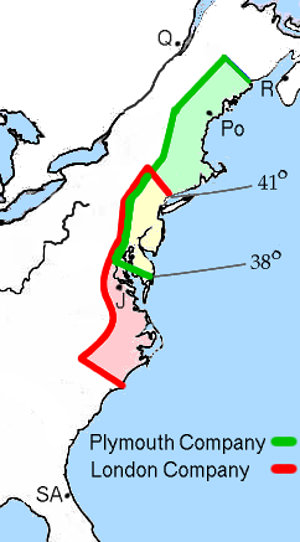
Le aree amministrate dalla Virginia Company, fondata e gestita da Bartholomew Gosnold di Grundisburgh in Suffolk, Inghilterra e assegnate da Giacomo I alla London e Plymouth Company; in giallo è indicata la zona comune alle due compagnie.

La Virginia Company fu una società per azioni inglese autorizzata da Giacomo I il 10 aprile 1606  con lo scopo di realizzare degli insediamenti sulle coste del Nord America. Le due compagnie, chiamate "Virginia Company of London" (o London Company) e "Virginia Company of Plymouth" (o Plymouth Company) operarono con la stessa autorizzazione ma in differenti territori. Venne creata poi un'area di sovrapposizione fra le due concessioni. Nell'area di sovrapposizione non era consentita la realizzazione di colonie che fossero distanti fra loro meno di 160 chilometri. La Plymouth Company non sfruttò mai l'autorizzazione, ed i suoi territori, che successivamente divennero New England, vennero rivendicati dalla Francia.
Le compagnie si diedero un consiglio locale ma rimasero sotto il controllo del re d'Inghilterra attraverso il Council of Virginia.

## Plymouth Company
La Plymouth Company ebbe la concessione di creare degli insediamenti stabili fra il 38º ed il 45º parallelo (circa fra la parte nord della Baia di Chesapeake e l'attuale confine fra Stati Uniti e Canada).
Il 13 agosto 1607, la Plymouth Company fondò la Popham Colony lungo il fiume Kennebec, nell'attuale Maine. Essa venne però abbandonata circa un anno dopo, e la Plymouth Company divenne inattiva.
Nella zona si stabilirono poi i Padri Pellegrini che giunsero a bordo del Mayflower, e che stabilirono un insediamento permanente a Plymouth nel 1620 in quello che è ora il New England.

## London Company

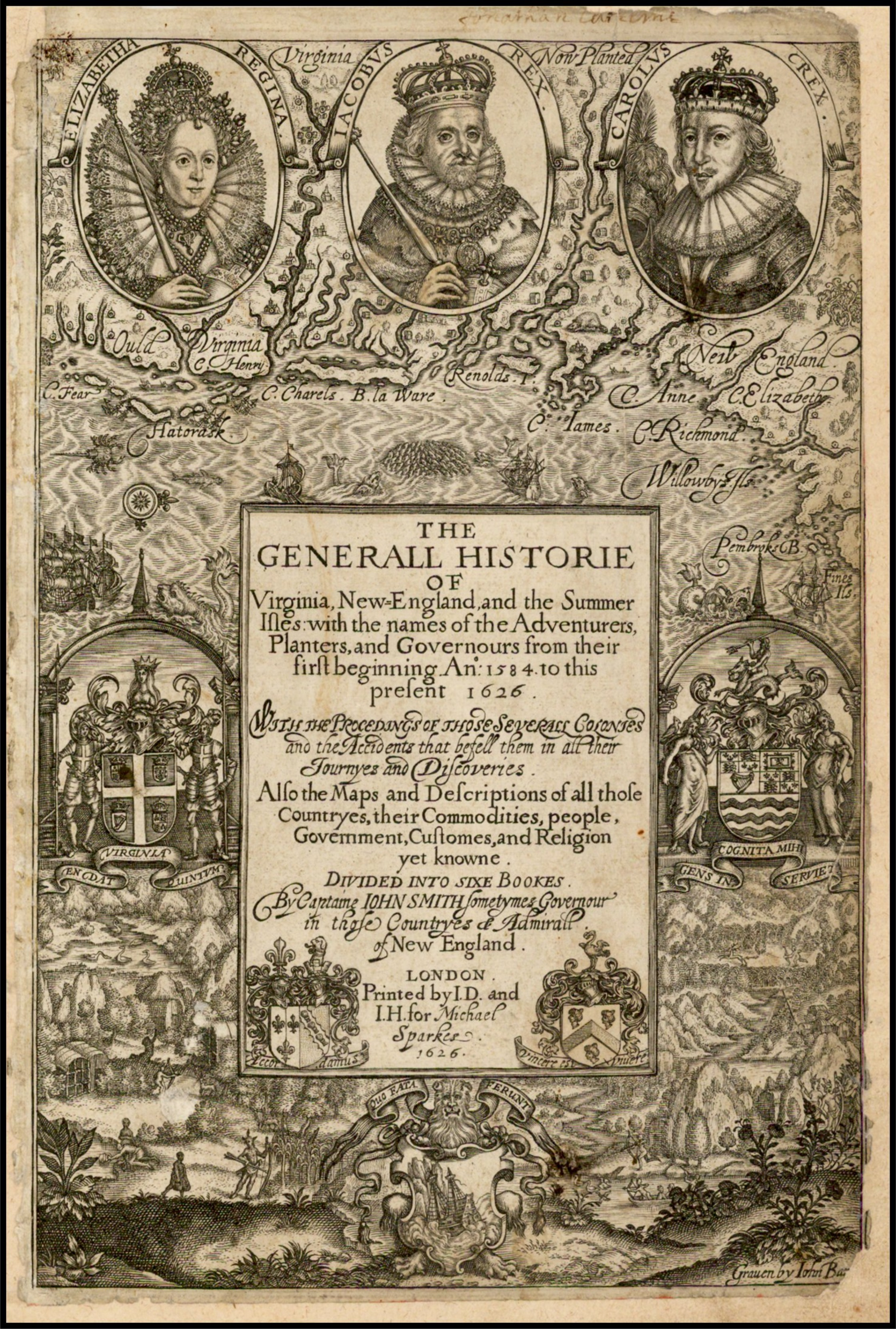
"The Generall Historie of Virginia, New-England, and the Summer Isles", di John Smith.

Secondo i termini dell'autorizzazione reale, alla London Company venne concesso di creare una colonia di 160 km² fra il 34º ed il 41º parallelo (approssimativamente fra Cape Fear e Long Island Sound), con la concessione di una larga zona dell'Oceano Atlantico e del Canada.
Il 14 maggio 1607, la London Company fondò Jamestown circa 60 chilometri all'interno del fiume James, il maggior affluente della Chesapeake Bay oggi Virginia. La vita dell'insediamento di Jamestown fu molto difficile per i primi cinque anni. Il presidente del terzo Jamestown Council, Capitano John Smith, fu un capo energico ed un buon diplomatico e fu capace di creare buone relazioni con i nativi americani.
Nel 1609, una nuova autorizzazione garantì alla London Company di annettersi i territori lasciati liberi dalla Plymouth Company. Nel 1609, venne organizzata una grande missione di rifornimento della colonia. Venne messa in servizio in gran fretta, senza le consuete prove in mare, una nave costruita per fare la spola fra le due sponde dell'Atlantico, la Sea Venture, che divenne l'ammiraglia della flotta di nove navi, e che con a bordo personalità, merci e rifornimenti, fece il suo viaggio inaugurale nel nuovo mondo. Fra le personalità a bordo della nave vi erano l'ammiraglio George Somers, il vice ammiraglio Christopher Newport, il nuovo governatore della Colonia della Virginia Sir Thomas Gates, William Strachey ed il commerciante John Rolfe con la moglie incinta.
Il convoglio incappò in una grande tempesta, probabilmente un uragano, che durò per tre giorni e disperse le navi del convoglio. La Sea Venture cominciò ad imbarcare acqua e l'ammiraglio Somers si diresse a terra per farla arenare evitandone l'affondamento e salvando così 150 passeggeri e molti cani ma distruggendo completamente la nave.
L'arcipelago venne denominato "The Somers Isles" dal nome dell'ammiraglio Somers, ed oggi è conosciuto come Bermuda. Utilizzando materiale della Sea Venture, i sopravvissuti costruirono due navi più piccole, Deliverance e Patience. Dieci mesi più tardi continuarono il loro viaggio verso Jamestown, lasciando diversi uomini sull'arcipelago per prenderne possesso.  Arrivati a Jamestown il 23 maggio 1610, trovarono che l'80% dei 600 coloni erano morti di stenti e di malaria che infestava le zone acquitrinose dell'insediamento. I superstiti delle Bermuda erano riusciti a trovare una colonia prospera a Jamestown ed avevano portato una piccola quantità di cibo con loro. I coloni di Jamestown si salvarono soltanto con l'arrivo di una missione di rifornimenti capeggiata da Thomas West, III barone De La Warr, meglio noto come "Lord Delaware", meno di tre settimane dopo.

Stemma della Virginia Company

Nel 1612, la concessione della London Company venne ufficialmente estesa alle Somers Isles quali possedimenti della Colonia della Virginia. Nel 1615, però, le isole passarono ad un'altra compagnia, la Somers Isles Company, formata dagli stessi azionisti della London Company.
Con grande disappunto dei suoi investitori, la Virginia Company of London non riuscì a trovare oro o argento in Virginia. Comunque, realizzò commerci di vario tipo ed in particolare quando John Rolfe introdusse diverse nuove varietà di tabacco dai Caraibi (oltre a quelle native della Virginia). Le nuove varietà di Rolfe portarono ad un grande incremento delle esportazioni per la London Company e le altre colonie inglesi, ed aiutarono il deficit commerciale con la Spagna.
Il massacro di Jamestown, che decimò la colonia nel 1622, procurò commenti sfavorevoli, particolarmente dal re Giacomo I che aveva dato la concessione alla Company. Ci fu un ampio dibattito in Gran Bretagna tra gli ufficiali della Compagnia che intendevano proteggere la loro concessione, e quelli che si auguravano la fine della stessa.  Nel 1624, il re sciolse la società e fece della Virginia una colonia reale..